# Joost van den Vondel
Joost van den Vondel (Colonia, 17 de noviembre de 1587 - Ámsterdam, 5 de febrero de 1679) fue un dramaturgo y poeta neerlandés, el más célebre del siglo de oro neerlandés.

## Biografía

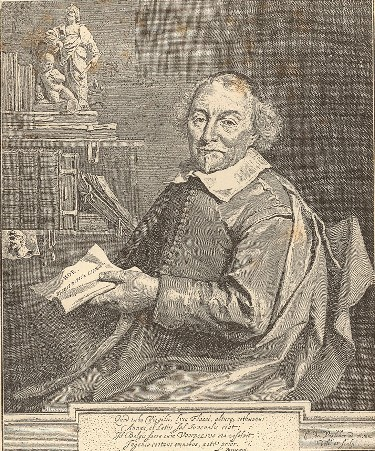
Joost van den Vondel (Grabado)

Vondel nació en la calle Grosse Witschgasse en Colonia en una familia de menonitas procedente de Amberes. En 1595, la familia huyó de Colonia a Utrecht, probablemente debido a sus convicciones religiosas. Posteriormente se mudaron a Ámsterdam. 
A los 23 años se casó con Mayken de Wolff, con quien tuvo 4 hijos, de los cuales 2 murieron a una edad muy temprana. Tras la muerte de su padre en 1608, Vondel se encargó del negocio familiar basado en una tienda de sedas. A través de su mujer, tenía lazos familiares con Agnes Block (famosa por sus álbumes botánicos detalladamente ilustrados por pintores profesionales).
Aprendió latín y tenía trato con escritores neerlandeses célebres como Roemer Visscher, afamado poeta. Hacia el año 1641 se convirtió al catolicismo; las razones de su conversión no están del todo claras, sin embargo, fue famoso por abogar por la libertad religiosa y se considera como uno de los mayores defensores de la tolerancia religiosa.
Es considerado generalmente como «el príncipe de las letras neerlandesas». Países Bajos por entonces entraba en una larga época de prosperidad económica y florecimiento cultural, y en particular Ámsterdam, como centro comercial y financiero de Europa occidental. Vondel escribió muchas sátiras criticando a los calvinistas y al líder de los Estados de los Países Bajos, Johan van Oldenbarnevelt, lo cual le hizo impopular en muchos círculos calvinistas. Murió con el carácter agriado en 1679, aunque recibió los honores de sus compañeros poetas.

## Obra

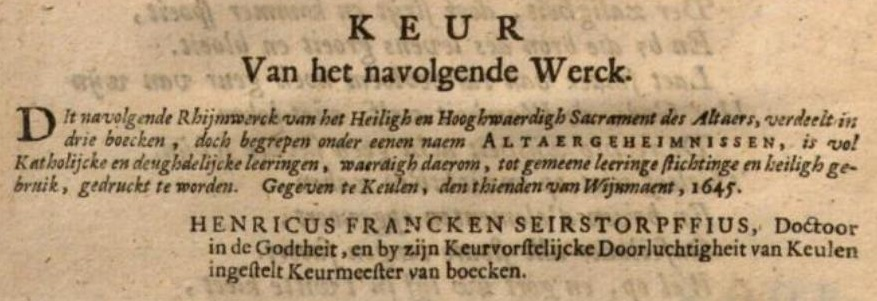
Imprimátur del arzobispo de Colonia para el Altaergeheimenissen de Joost van den Vondel. Colonia 1645

Van den Vondel es la cumbre de la poesía lírica y reflexiva del Siglo de Oro neerlandés. Ingresa en la Cámara Retórica het Wit Lavendel (El Espliego Blanco); pero será leyendo los poemas bíblicos de Du Bartas (1544-90), y luego a Ronsard y otros, como alcanzará el ideal del verso sonoro y rítmico. Llega a ser el «cronista» de los acontecimientos nacionales, siempre con criterio independiente, tomando parte con poesías satíricas y libelos de escarnio en la vida agitada de su tiempo: la lucha por la independencia nacional, las intrigas políticas y las discusiones teológicas; finalmente, se cansa de los fanatismos y sectarismos religiosos y se convierte al catolicismo. 
Es también un prolífico dramaturgo, aunque le hacían una feroz competencia las traducciones de Lope de Vega que estrenaban los judíos sefardíes; Van den Vondel conocía bien a los autores griegos y latinos. Entre las 24 tragedias que escribió destacan Gysbreght van Aemstel (Gisbert de Amstel), 1637, un episodio de la historia nacional; Lucifer (1654), el drama de la rebelión de los ángeles infieles; y Adam in Ballingschap (Adán en el destierro), 1664. Es fundamental la musicalidad natural de sus versos, y en general, es la emoción poética la que confiere la fuerza expresiva a su teatro. Ha ejercido gran influencia sobre el teatro alemán (sobre todo en Gryphius).
Se ha sugerido que John Milton se inspiró en dos obras de Vondel como Lucifer (1654) y Adam in Ballingschap (1664) para escribir su Paraíso Perdido en 1667.

### Poesía
- Den Gulden Winckel der Konstlievende Nederlanders (1613)
- Hymnus ofte Lofgesangh over de wijdberoemde scheepvaert der Vereenigde *Nederlanden (1613)
- Vorstelijcke warande der dieren (1617)
- Op de jongste Hollantsche Transformatie (1618)
- De Helden Godes (1620)
- Het lof der zeevaert (1623)
- Geboortklock van Willem van Nassau (1626)
- Bruyloftbed van P.C. Hooft en Helionora Hellemans (1627)
- Rommelpot van 't Hane-kot (1627)
- Verovering van Grol door Frederick Henrick, Prince van Oranje (1627)
- De Rynstroom (1630)
- Roskam (1630)
- Harpoen (1630)
- Een otter in 't bolwerck (1630)
- Geuse-vesper (1631)
- Decretum horribile (1631)
- Op Huygh de Groots verlossing (1632)
- Inwying der doorluchtige Schoole t'Amsterdam (1632)
- Kinderlijck (1632)
- Uitvaert van mijn dochterken (1633)
- Lyckklaght aan het Vrouwekoor, over het verlies van mijn ega (1635)
- Brieven der Heilige Maeghden, Martelaressen (1642)
- Aen de Beurs van Amsterdam (1643)
- J.J. Vondels Verscheide Gedichten (1644)
- Altaergeheimenissen (1645)
- Poezy (verzamelbundel) (1650)
- Inwijdinge van 't Stadhuis t'Amsterdam (1655)
- Het stockske van Joan van Oldenbarnevelt (1657)
- Zeemagazyn (1658)
- Wildzang (1660)
- Toneelschilt oft Pleitrede voor het toneelrecht (1661)
- Bespiegelingen van Godt en Godtsdienst (1662)
- Joannes de Boetgezant (1663)
- De Heerlijckheid der Kercke (1663)
- Uitvaert van Maria van den Vondel (1668)

### Dramas
- Het Pascha ofte de Verlossing Israels uit Egypten  (1610)
- Hiërusalem verwoest  (1620)
- Palamedes of Vermoorde Onnooselheijd  (1625)
- De Amsteldamse Hecuba  (1626)
- Jozef of Sofompaneas (1635)
- Gijsbrecht van Aemstel (1637)
- Maeghden (1639)
- Gebroeders (1640)
- Joseph in Dothan (1640)
- Joseph in Egypten (1640)
- Peter en Pauwels (1641)
- Maria Stuart of Gemartelde Majesteit (1646)
- Leeuwendalers, lantspel (1647)
- Salomon (1648)
- Lucifer  (1654)
- Salmoneus (1657)
- Jeptha of Offerbelofte (1659)
- David in Ballingschap (1660)
- David hersteld (1660)
- Samson of Heilige wraak (1660)
- Adonias of Rampsalighe kroonzucht (1661)
- Batavische gebroeders of Onderdruckte vryheit (1663)
- Faëton of Reuckeloze stoutheit (1663)
- Adam in Ballingschap of Aller treurspelen Treurspel (1664)
- Zunchin of Ondergang der Sineesche heerschappije (1667)
- Noah of Ondergang der eerste wereld (1667)

## Reconocimientos

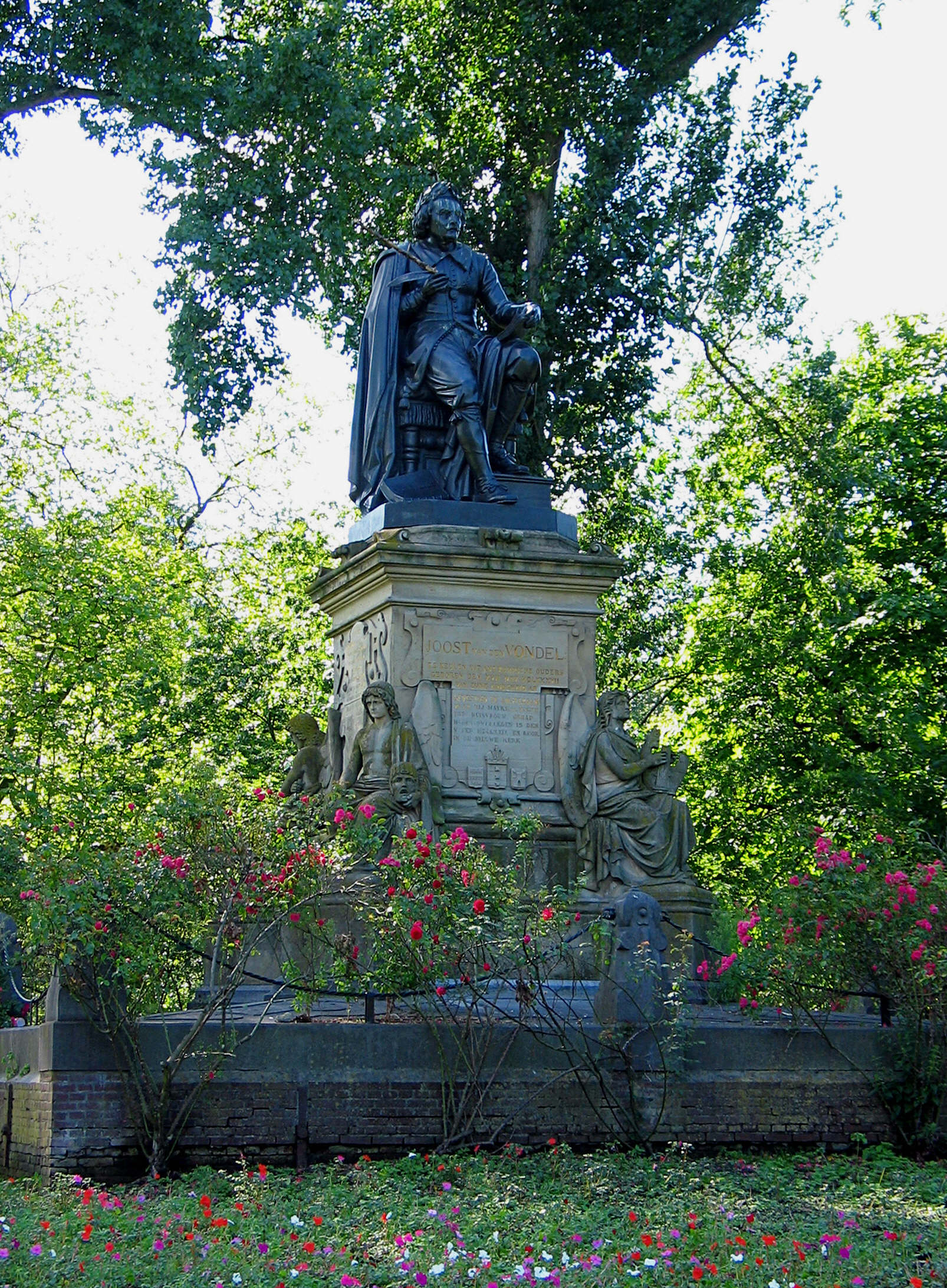
Monumento a Vondel en el Vondelpark

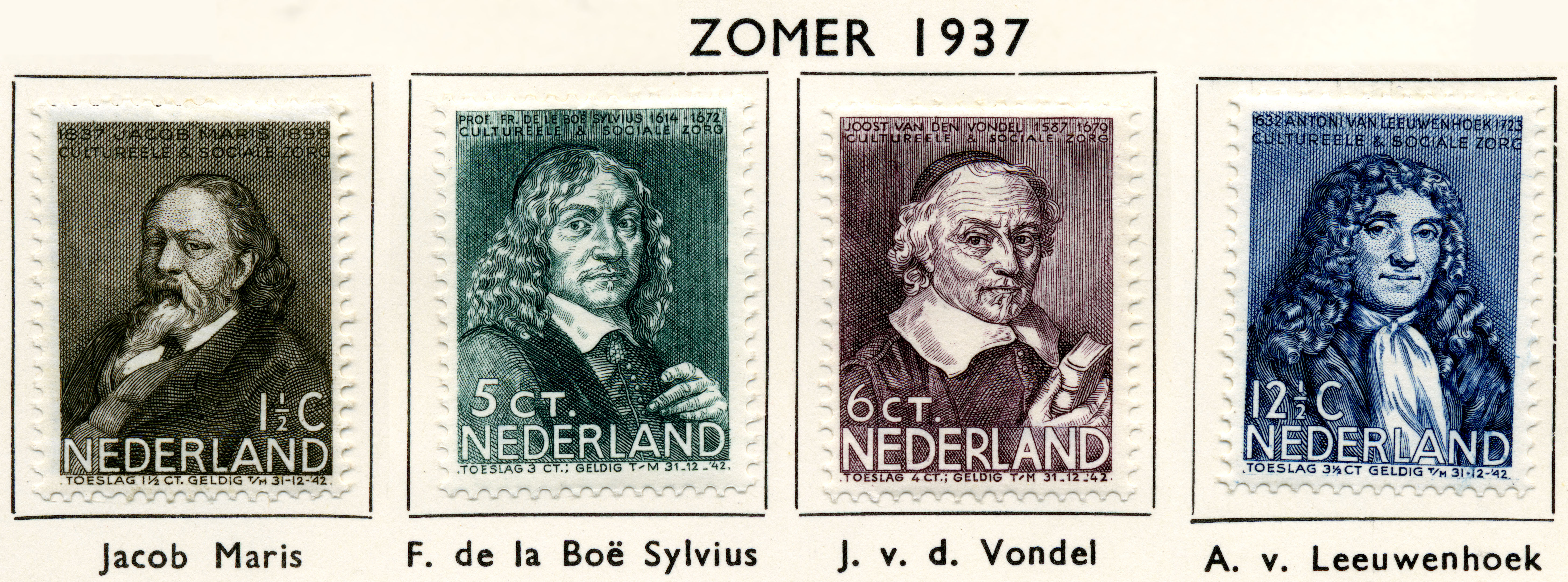
Serie de sellos neerlandeses de (1937) con Jacob Maris, Franciscus de le Boë Sylvius, Joost van den Vondel y Antoni van Leeuwenhoek

- El parque más céntrico de Ámsterdam, el Vondelpark, lleva este nombre en su memoria.
- El Vondelpark contiene una estatua erigida en su honor.
- El billete de 5 florines (antes de la llegada del Euro) llevó su efigie desde 1950 hasta 1990.
- Una serie de sellos neerlandeses de 1937 también incluye su efigie.
- La figura de Vondel en Países Bajos es equiparable a la de Cervantes para la lengua española.